# كينيث هاير
المشير الجوي السير كينيث ويليام هاير (بالإنجليزية: Sir Kenneth William Hayr)‏ (13 أبريل 1935 في وانغاري، نيوزيلندا - 2 يونيو 2001 في بروملي، إنجلترا) كان قائدا كبيرا في سلاح الجو الملكي الذي شغل منصب نائب قائد الضابط الجوي قائد الضربة الجوية ورئيس هيئة الأركان العسكرية.

## النشأة والمسيرة العسكرية
ولد في وانغاري في نيوزيلندا وتلقى تعليمه في مدرسة أوكلاند الثانوية. انضم إلى سلاح الجو الملكي النيوزيلندي وأرسل إلى المملكة المتحدة للدراسة في كلية سلاح الجو الملكي في كرانويل وتخرج في عام 1957.
كان ضابط القيادة رقم 228 لوحدة تحويل العمليات في سلاح الجو الملكي في كونينغسبي خلال إدخال طائرة الشبح إف 4 والتدريب اللاحق لسربي رقم 6 ورقم 54. ثم تم تعيينه ضابط القيادة رقم 1 للسرب في عام 1970. في العام التالي تزوج جويس غاردينر وأنجبا ثلاثة أبناء. تولى هاير القيادة في قاعدة سلاح الجو الملكي في بينبروك في لنكولنشاير في 1974. درس في الكلية الملكية للدراسات الدفاعية وبعدها تولى منصب مساعد رئيس الأركان الجوية (العمليات) في عام 1980. خلال هذه الفترة كان مسؤولا عن جزء كبير من تخطيط سلاح الجو الملكي في إعادة الاستيلاء على جزر فوكلاند. في عام 1982 أصبح ضابط القيادة الجوية رقم 11 للمجموعة.
أصبح هاير قائدا للقوات البريطانية في قبرص ومدير مناطق القاعدة السيادية في عام 1985. عاد إلى بريطانيا لشغل منصب نائب قائد القيادة الجوية للقائد العام من عام 1988 إلى أن عين رئيسا لأركان الدفاع (الالتزامات) في وزارة الدفاع في عام 1989 والذي شارك فيه في عام 1990 بقيادة عملية التحضير لعملية غرانبي.

## فيما بعد والإرث
بعد التقاعد عاد إلى نيوزيلندا وتولي رئاسة مجلس إدارة تراث نيوزيلندا لكنه واصل تقسيم وقته بين المملكة المتحدة ونيوزيلندا من أجل مواصلة حبه للطيران من خلال التحليق في مختلف أنواع الطائرات. قتل خلال عرض بيجين هيل الجوي عام 2001 وهو يحلق بالطائرة دي هافيلاند فامباير.
في عام 1996 انتقلت مفتشية سلامة الطيران إلى أماكن إقامة جديدة بنيت في سلاح الجو الملكي في بنتلي بريوري وكان مسمى مسرح المحاضرة الجديد هو «مسرح هاير» تكريما لهاير الذي كان أول مفتش في عام 1976 (قبل ذلك التاريخ كانت وظيفة المدير العام). بعد إغلاق بنتلي بريوري صورته الآن معلقة في بار الشاي في سلاح الجو الملكي في نورثولت.